# راسا
راساً (به ایتالیایی: Rassa) یک کومونه در ایتالیا است که در استان ورسلی واقع شده‌است.

## خصوصیات
راساً ۴۴٫۴ کیلومترمربع مساحت و ۷۷ نفر جمعیت دارد.